# Người chỉnh nét

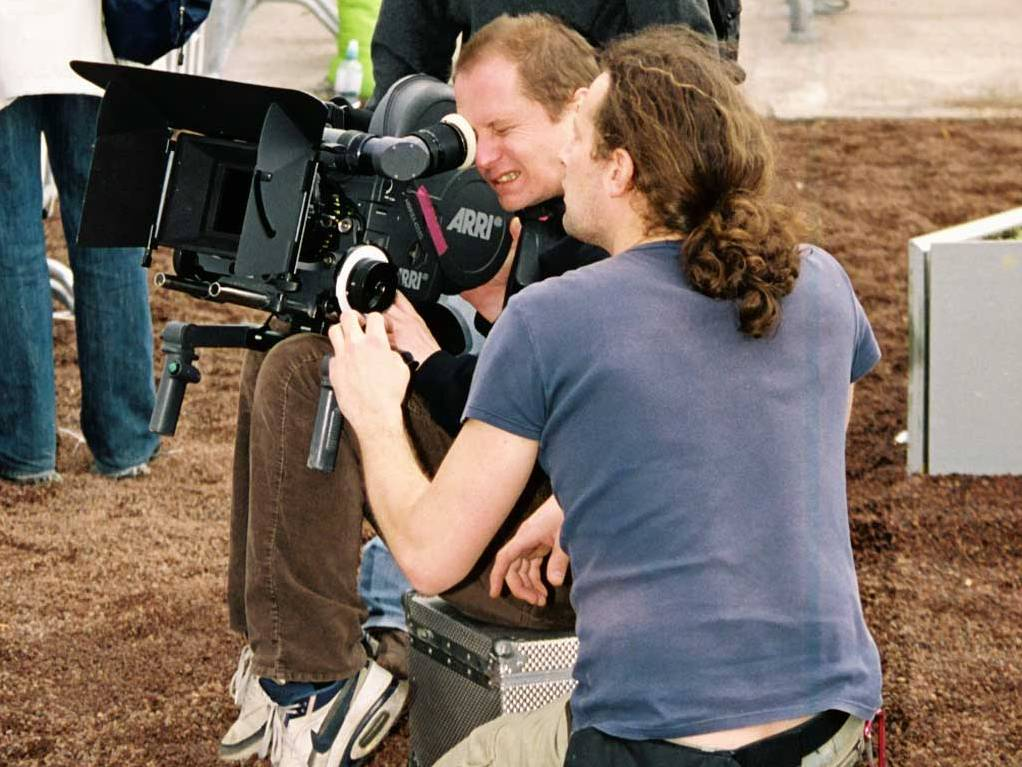
Người chỉnh nét

Người chỉnh nét, hay trợ lý quay phim thứ nhất, là một thành viên đội quay phim trong một đoàn làm phim, có nhiệm vụ chính là duy trì lấy nét vào bất cứ chủ thể hay hành động nào đang được ghi hình.
Thuật ngữ "Chỉnh nét" ám chỉ việc thay đổi thông số khoản cách trên ống kính máy quay cho phù hợp với khoảng cách thực tế giữa chủ thể đang di chuyển và mặt phẳng tiêu của ống kính. Ví dụ, nếu một diễn viên di chuyển từ khoảng cách 8 m tới 3 m so với mặt phẳng tiêu của ống kính, người chỉnh nét sẽ có nhiệm vụ thay đổi thiết lập khoảng cách trên ống kính ngay khi đang quay cho phù hợp với vị trí mới của diễn viên. Ngoài ra, người chỉnh nét có thể thay đổi nét từ chủ thể này sang chủ thể khác trong cùng một khung hình, theo đúng yêu cầu của cảnh quay.